# Elmoparnus jordanorum
Elmoparnus jordanorum is een keversoort uit de familie ruighaarkevers (Dryopidae). De wetenschappelijke naam van de soort werd in 1986 gepubliceerd door Spangler & Perkins.